# Sasak (taal)
Sasak, (Indonesisch: Bahasa Sasak) ook Lombok, is een Bali-Sasak-taal die vooral wordt gesproken op het eiland Lombok (provincie West-Nusa Tenggara) in de Zuidoost-Aziatische eilandenstaat Indonesië. Er bestaan Bijbeldelen in het Sasak uit 1948. Pas in de negentiende eeuw werd literatuur op Lombok in het Sasak opgesteld, doch met grote grammatica- en woordenschatinvloed van het Javaans, de belangrijkste taal in Indonesië.

## Geografie

### Sprekers
- Indonesië: 2 100 000; 13de plaats, 18de volgens totaal aantal sprekers

### Dialecten
Het Sasak kent een complex dialectencontinuüm met moeilijke onderlinge verstaanbaarheid. De vijf bekendste dialecten zijn de volgende:
- Kuto-Kute
- Ngeto-Ngete
- Meno-Mene
- Ngeno-Ngene
- Meriaq-Meriku

De status van het Kuto-Kute wordt betwist.
Ondanks het feit dat de bevolking deze onderverdeling van hun taal aanvaard blijkt uit de literatuur dat deze dialecten zich niet echt duidelijk van elkaar onderscheiden en dat dit door taalkundige aspecten en bevindingen wordt toegejuicht.

## Fonologie
De klemtoon ligt op de laatste lettergreep.

## Grammatica
Het Sasak is een agglutinerende taal. De Sasakgrammatica is nogal eigenaardig en bijgevolg interessant.

### Isiq
Het hulpwerkwoord mu toont aan dat het om een actieve, overgankelijke constructie gaat. In zinnen met mu wordt soms het woord isiq gebruikt. Dit woord kan uitsluitend worden gebruikt indien het handelend voorwerp de derde persoon is en indien dat voorwerp geen persoonlijk voornaamwoord is. Voorbeeld:
```
Mun mpuk acong isiq Ali.
(hulpwerkwoord) sloeg hond door Ali.
Ali sloeg een hond.
Letterlijk: Hij sloeg een hond door Ali.
```

In feite is dit geen passieve constructie. Mun duidt op de handelende persoon.
Onderzoek hiernaar en hierrond werd gedaan door Yosep B. Kroon van de Universiteit van Melbourne.

### Léq
Het voornaamwoord léq betekent "op" of "in". Het kan uitsluitend alleen gebruikt worden, sive met een andere locatiefuitdrukking. Onderzoek hiernaar werd door Vicky Perry van de Universiteit van Melbourne verricht.

## Voorbeelden
- Hoe gaat het met u?
  - Berembe khabar?
- Goed.
  - Bagus.
  - Solah.
- En met u?
  - Berembe sida?

| Nederlands | één   | twee | drie | vier | vijf | zes | zeven | acht  | negen | tien   |
| Sasak      | sekeq | dua  | telu | mpat | lima | nam | pituq | baluq | siwaq | sepulu |

De cijfers van één tot tien lijken goed op de equivalenten in bijvoorbeeld Paiwaans of Tuvaluaans. Hieruit blijkt de grote gelijkenis tussen de ruim duizend Austronesische talen.

## Onderzoek en literatuur
Vele werken, voornamelijk over de morfologie en fonologie van het Sasak, werden reeds geschreven aan de Udayana Universiteit van Denpasar op Bali, vooral door Nazir Thoir.

### Referentielijst
- An unusual construction in Sasak, Simon Musgrave; Melbourne, 1998
- Working Papers in Sasak, Volume 2, Peter K. Austin; Melbourne, 2000
- Explorations in valency in Austronesian languages, Peter K. Austin; Melbourne, 2001
- Papers in languages of Bali, Karel Alexander Adelaar; 2002

Kuto-Kute · Meno-Mene · Ngeno-Ngene · Ngeto-Ngete · Meriaq-Meriku
Balinees · Sasak · Soembawarees